# 유대교의 미신
유대교에서의 미신은 유대교와 유대 문화에서 초자연적인 신앙을 믿는 잘믿는 믿음을 가리킨다. 많은 동시대인들과 달리 유대교는 미신적인 신앙을 위한 틀이 없으며 종종 이를 비난한다. 우상 숭배가 가나안과 청동시대의 미신과 깊게 연결되어 있었기 때문에, 율법은 행운의 숫자와 미신적인 징후를 믿는 것으로부터 경고하며, 그것이 사람들을 하나님으로부터 멀어지게 할 수 있다고 말한다. 그러나 유대인 흩어짐 이후 일부 유대인 공동체는 이웃들의 미신적인 관습을 일부 채택했다.

## 탈무드 시대
탈무드 시대에는 단일 신앙이 수용되면서 초자연적인 믿음인 소위 미신은 그 지위를 잃게 되었으며, 성경 시대와는 달리 큰 위협으로 여겨지지 않게 되었다. 그럼에도 불구하고 미신은 여전히 금기로 여겨졌으며, 특히 바빌로니아 지역에서는 미신이 퍼져 있었다. 다양한 타나임(Tannaim)과 가온림(Gaonim)들은 시허따(ritual slaughter)와 결혼 등과 관련하여 미신을 금지하는 법률을 도입했다.
예를 들어, 라브 하니나(Rav Ḥanina)는 자신을 마법으로 부리려는 여자에게 "하나님 외에 다른 신은 없다"는 구절을 인용하여 그녀의 미신적인 믿음이 어리석음임을 시사했다. 결국 모든 일에는 하나님이 궁극적인 통제권을 가지고 있기 때문에 그녀의 미신적인 믿음은 어리석다는 것이다. 탈무드에는 미신과 관련된 내용이 있지만, 예를 들어 페사힘(Pesachim) 111b에서는 두 마리의 개, 두 손바닥 또는 두 여자 사이에 있으면 위험하다고 경계하고 있지만, 대부분의 랍비들은 이러한 주장을 부적절한 생각을 방지하기 위한 것으로 해석한다(아보드(Avot)의 미쉬나요스(Mishnayos) 참조).
페사힘 111a에서는 물을 빌려 마시는 것이나 쏟아진 물 위를 걷는 것은 위험하다고 언급하고 있으며, 훌린(Hullin) 105b에서는 거품을 마시지 말고 불어내거나 특정 방식으로 버리는 것을 지양하라고 조언하고 있다. 이러한 행위들이 부정적인 결과를 가져올 수 있다고 믿어지기 때문이다.
악한 눈 (עין הרע)은 라비단 문헌에서 중요한 위치를 차지하며, 그 가운데 한 가르침은 "99명이 악한 눈의 영향으로 죽고 (즉, 일찍) 하늘의 손에 의해 죽는 사람은 1명 뿐이다"고 말한다. 천사들의 이름이 새겨진 부적을 착용하고 다양한 종류의 기원을 읊는 것은 특정 질병과 악한 눈에 대한 예방책으로 간주되곤 했다. 이 관행은 미슈나와 'Alpha Beta la-Ben Sira'라는 책에서 언급되었다.

## 중세 시대
중세 시대에는 기독교적인 환경의 영향으로 유대인들의 미신은 상당히 증가했다. 마녀사냥 재판이 정기적으로 진행되며 많은 미신적인 믿음이 중세 법에 포함되었다. 이러한 생각들은 유대인 문학에도 스며들었으며 종교 의식에도 큰 영향을 미쳤다. 그러나 당시 많은 랍비들은 미신에 강력히 반대하여 이를 동화와 우상 숭배의 한 형태로 여겼다.

## 현대 시대
현대에는 계몽 시대 이후로 미신적인 믿음의 보편적인 전파가 크게 감소했다. 그러나 특히 동유럽에 있는 특정 유대인 공동체에서는 다양한 미신이 널리 퍼져 있었다. 이러한 관습과 생각을 몇 가지 "유대인적"으로 분류할 수 있는 정도를 결정하는 것은 더 어려운 문제이다. 많은 경우, 이러한 관습은 이웃 공동체의 영향에서 유래되었을 수 있으며, 다른 경우에는 동일한 지역의 비유대인 인구와 공유되고 있습다.

## 같이 보기
- 부적
- 기독교 신화
- 이슬람 신화
- 유대 신화
- 이슬람 사회의 미신